# Łukasz Sakowski
Łukasz Sakowski – polski biolog, dziennikarz i bloger popularnonaukowy. Autor bloga „To Tylko Teoria”, twórca plebiscytu „Biologiczna Bzdura Roku”.

## Życiorys
Pochodzi z Poznania, gdzie ukończył biologię na Uniwersytecie Przyrodniczym. Od 2014 prowadzi popularnonaukowego bloga „To Tylko Teoria”, w ramach którego od 2016 prowadzi plebiscyt „Biologiczna Bzdura Roku”. Blog łącznie ma około 290 tys. obserwujących na Facebooku, Instagramie i w serwisie X (stan na październik 2024). 
Publikuje na łamach takich czasopism, jak: „Tygodnik Powszechny” (od 2018) i „Rzeczpospolita” (od 2023), a w przeszłości także: „Newsweek” (w 2018), „Wprost” (2020–2024). Pisze dla portali: „Holistic News” (od 2024) i „Nowa Konfederacja” (od 2024), a w przeszłości także dla: „OKO.press” (2017–2020), „Klub Jagielloński” (w 2023), „Energetyka24” (2022–2023). Jest twórcą scenariuszy programów popularnonaukowych dla kanałów: „Nauka. To lubię” czy „Kanał Zero”. Publikowane przez niego artykuły poruszają tematykę psychologii, biologii oraz socjologii.
Jest współzałożycielem polskiego Marszu dla Nauki. Jest autorem książki „Bioksiążka. Biologia dla niewtajemniczonych”, dotyczącej biologii, medycyny i zdrowia.

### Życie prywatne
Mieszka w Poznaniu. Deklaruje się jako osoba homoseksualna. W młodości w wyniku zmanipulowania przez osobę trzecią, podjął się próby tranzycji płciowej, następnie zaś detranzycji.

## Kontrowersje
W 2020 Łukasz Sakowski opublikował kilka wpisów na temat płci, które zostały określone jako transfobiczne. 19 maja 2022 Rada Upowszechniania Nauki przy Polskiej Akademii Nauk wystosowała oświadczenie krytykujące wykorzystywanie przez Sakowskiego języka naukowego w celu propagowania transfobii. W kwietniu 2023 poglądy Łukasza Sakowskiego na temat osób transpłciowych skrytykowali Marcelina Jeziorko i Michał Kiełbiński na łamach magazynu Kontakt. Stanowiska krytyczne wobec Łukasza Sakowskiego opublikowały wówczas stowarzyszenie Miłość Nie Wyklucza i fundacja Trans-Fuzja. Spotkanie z Łukaszem Sakowskim zaplanowane na grudzień 2023 w ramach Śląskiego Festiwalu Nauki w Katowicach zostało odwołane z powodu krytycznego stosunku blogera do transpłciowości. W sierpniu 2024 Łukasz Sakowski wystąpił w programie TVP Info Kontrapunkt, gdzie obok Magdaleny Grzyb zabrał głos na temat osób transpłciowych – jego wypowiedź była powodem złożenia skarg do KRRiTV i spotkała się z krytyką ministry Katarzyny Kotuli.

## Biologiczna Bzdura Roku
Plebiscyt ma na celu popularyzację wiedzy naukowej, racjonalnego myślenia i weryfikowania informacji. Do plebiscytu każdego roku zgłaszane są wypowiedzi, które są niezgodne z aktualną w danym momencie wiedzą naukową. Wypowiedzi te głównie dotyczą dziedzin takich jak: chemia, biologia biofizyka, medycyna, psychologia, rolnictwo czy żywienie. Laureata, od 2016 w internetowym głosowaniu wybierają Internauci. Wyróżnieniem za I lokatę w konkursie jest wirtualna statuetka Alternatywnej Zięby, która symbolizuje zaklinanie faktów i pseudonaukę.

### Laureaci
- 2016: Fronda.pl – za stwierdzenie, iż znak krzyża zabija zarazki[35]
- 2017: Dorota Czajkowska-Majewska – za stwierdzenie, iż szczepionki powodują przemianę ludzi w niewolników i cyborgi[36]
- 2018: Jerzy Zięba – za wskazanie, iż przechodzenie odry czyni dzieci zdrowszymi[34]
- 2019: Ewa Kopacz – za wypowiedź na temat rzucania przez ludzi kamieniami w dinozaury[37]
- 2020: Kaja Godek – za stwierdzenie, iż nie istnieje coś takiego jak orientacja seksualna[32]
- 2021: Anna Maria Żukowska – za stwierdzenie, iż zdarzają się biologiczni mężczyźni rodzący dzieci[38]
- 2022: Jarosław Kaczyński – za stwierdzenie, że mężczyźni potrzebują 20 lat spożywania alkoholu by popaść w alkoholizm, a kobiety – 2 lat[31]
- 2023: Jaś Kapela – za stwierdzenie, iż koty, które nie jedzą mięsa, są zdrowsze[39]
- 2024: IKEA Polska – za stwierdzenie, że określenie „Dwie płcie” jest niezgodne z obecną wiedzą naukową[40]

## Książki
- Bioksiążka: biologia dla niewtajemniczonych, Gliwice: Editio, 2021, ISBN 978-83-283-7723-3.
- Jałowe Łono Europy, Nowa Konfederacja, 2024, ISBN 978-83-970517-6-8.